# Kampung Pulau
Kampung Pulau is een bestuurslaag in het regentschap Indragiri Hulu van de provincie Riau, Indonesië. Kampung Pulau telt 3089 inwoners (volkstelling 2010).